# Haye Thomas
Haye Thomas (Amsterdam, 26 juni 1936 - Hilversum, 11 november 1996) was een Nederlands journalist en correspondent voor het NOS Journaal en de Haagsche Courant in Brussel, Londen en Washington.
Haye Thomas was de zoon van journalist Fred Thomas en begon zijn journalistieke carrière in Londen als vertaler van de Engelse kranten tijdens de Zesdaagse Oorlog voor het Nederlandse dagblad De Tijd. In 1967 kreeg hij een vaste aanstelling in Londen. Na het verdwijnen van De Tijd in 1973 ging hij werken voor de NCRV, wat destijds bijzonder was voor een katholieke journalist bij een protestantse zender, en was hij onder andere te horen in het programma Hier en Nu. Van 1979 tot 1986 werkte hij voor de NOS als correspondent in Washington en daarnaast voor de Haagsche Courant. Van 1986 tot 1990 werd hij weer correspondent in Londen en na 1990 in Brussel.
Haye Thomas overleed aan een hartstilstand terwijl hij onderweg was naar de opnamen van het EO-programma Het Elfde Uur waarin hij als hoofdgast zou worden geïnterviewd.
De populariteit van Thomas onder de kijkers van het NOS Journaal bleek toen hij eind januari 2006, ruim negen jaar na zijn overlijden, samen met Charles Groenhuijsen werd verkozen als beste correspondent in 50 jaar Journaal.